# シャネーズ・リード
シャネーズ・リード（Shanaze Reade、1988年9月23日 - ）は、イングランド、クルー出身の女子自転車競技選手。
2007年、トラックレース（チームスプリント。ヴィクトリア・ペンドルドンとのペア）及びBMX（エリート）の世界自転車選手権を制覇。翌2008年もトラックレース・チームスプリント（ペンドルドンとペア）、BMX（エリート）の世界選手権（アンヌ＝カロリーヌ・ショソンを破る）を制覇した。また、2006年にはジュニアのBMX世界チャンピオンに輝いている。
2008年の北京オリンピックでは、BMXに出場。決勝ではアンヌ＝カロリーヌ・ショソンとスタートから激しく競り合ったものの、最終コーナーでうまく曲がりきれずに転倒。他の選手の落車も誘発してしまったため、降格となってしまった。